# 李一獻
李一献（？—？），字季可，號俨思，南直隶太平府繁昌县人。明朝政治人物。

## 生平
萬曆三十一年（1603年）癸卯科應天鄉試舉人，天啓二年（1622年）壬戌科進士。初任行人司行人，崇祯三年任顺天府乡试同考官，四年考选，擢刑部浙江司主事，历刑部员外郎，仕至浙江金华府知府，致仕归，卒年七十余。著有《燦花斋草》。